# Ishøj Kirke
Ishøj Kirke ligger i Ishøj Sogn i Ishøj Kommune.
Kirken er bygget i sidste halvdel af 1100-tallet af kridtstenskvadre. I middelalderen er der tilføjet våbenhus og tårn. Sidst i 1800-tallet blev kirken hårdhændet restaureret. I 1959 og 1973 har Nationalmuseet ført kirken tilbage til et mere oprindeligt udseende indvendigt.

## Billeder
- Set fra syd
- Tårn

## Eksterne kilder og henvisninger
- Ishøj Kirke hos KortTilKirken.dk
- Ishøj Kirke hos danmarkskirker.natmus.dk (Danmarks Kirker, Nationalmuseet)